# Michael Binns
Michael Binns (Clarendon, 12 de agosto de 1988) é um futebolista profissional jamaicano que atua como meia, atualmente defende o Portmore United.

## Carreira
Michael Binns fez parte do elenco da Seleção Jamaicana de Futebol na Copa América de 2016.